# 伊凡·费奥多罗维奇·巴布科夫
伊凡·费奥多罗维奇·巴布科夫（俄语：Иван Фёдорович Бабков，1827年？月？日—1905年10月21日），是俄国的陆军上将、地理学家，曾任西西伯利亚军区参谋长。1864年10月7日，与明谊、锡霖签署《中俄勘分西北界约记》。